# Pfaffenstück
Pfaffenstück bezeichnet das als bestes geltende Stück von Braten oder gekochtem Fleisch oder Fisch, das früher den Geistlichen angeboten wurde.
Bei einer Gans ist dies beispielsweise die Brust, beim Rind ist es das Bürgermeisterstück.
In ländlichen Gaststätten gibt es auch heute noch das Pfaffenstück auf der Karte. Auch die Tradition, dem Pfarrer beim sonntäglichen Mittagessen das Pfaffenstück anzubieten, gibt es noch in manchen Regionen.
Beim Holsteiner Katenschinken gibt es auch heute noch das Papenstück (oder kurz Pape).
Andere Bezeichnungen sind Pfaffenbisschen, Pfaffenschnitt oder -schnitz.